# Red partizanske zvezde

Red partizanske zvezde je bilo visoko vojaško odlikovanje SFRJ, ki je bilo ustanovljeno 15. avgusta 1943.

## Kriteriji
Odlikovanje je bil podeljen vsem pripadnikom NOV in POJ, ki so med drugo svetovno vojno izkazali posebne vodstvene sposobnosti in hrabrost.

## Zgodovina
V biltenu Vrhovnega štaba NOVJ št. 12–13 (december 1941 in januar 1942) je bila objavljena vzpostavitev »naziva« »narodnega heroja« za »junaške in požrtovalne udeležence NOB«. 15. avgusta 1943  pa je Vrhovni štab Narodnoosvobodilne vojske in partizanskih odredov Jugoslavije z Ukazom o odlikovanjih v narodnoosvobodilni borbi uvedel vojaška odlikovanja: Red narodnega heroja, Red partizanske zvezde I., II. in III. stopnje, Red ljudske osvoboditve, Red hrabrosti ter Red bratstva in enotnosti.

## Stopnje
- red partizanske zvezde z zlatim vencem (I. razred)
- red partizanske zvezde s srebrnim vencem (II. razred)
- red partizanske zvezde s puškama (III. razred)

## Galerija
- Red partizanske zvezde s srebrnim vencem
- Red partizanske zvezde s puškama
- Red partizanske zvezde s puškama